# Shingō
Shingō (新郷村, Shingō-mura) est un village situé dans le district de Sannohe, dans la préfecture d'Aomori, au Japon.

## Géographie

### Démographie
Le village de Shingō comptait 2 794 habitants lors du recensement du 1er mai 2014.

## Tombeau de Jésus
La tombe du Christ de Shingō (新郷村, Shingō-mura?) est une attraction touristique et lieu de culte situé dans la ville de Shingō. Le récit légendaire issu des Manuscrits Takenouchi indique qu'il s'agirait de la tombe de Daitenku Taro Jurai, l'identité sous laquelle se serait cachée Jésus-Christ après avoir échappé à la crucifixion. La tradition locale tire son origine d'une reconstruction théologique shintoiste visant à intégrer des éléments du christianisme afin de soutenir l'identité japonaise. Depuis 1964, un Festival du Christ s'y tient annuellement. La zone touristique comporte également un musée. Le site attire chaque année entre 10.000 et 30.000 japonais.